# Rufulosophronica
Rufulosophronica is een kevergeslacht uit de familie van de boktorren (Cerambycidae). De wetenschappelijke naam van het geslacht werd voor het eerst geldig gepubliceerd in 1960 door Breuning.

## Soorten
Rufulosophronica omvat de volgende soorten:
- Rufulosophronica punctatostriata Breuning, 1964
- Rufulosophronica rufula (Breuning, 1957)